# Комори на Светском првенству у атлетици у дворани 2014.
Комори су учествовали на Светском првенству у атлетици у дворани 2014. одржаном у Сопоту од 7. до 9. марта пети пут. Репрезентацију Комора представљао је један атлетичар, који се такмичио у трци на 400 метара.,
На овом првенству Комори нису освојили ниједну медаљу. Није било нових националних, личних и рекорда сезоне.

## Учесници
Мушкарци:
- Jannot Bacar — 400 м

## Резултати

### Мушкарци
| Атлетичар    | Дисциплина | Лични рекорд | Квалификација | Квалификација | Полуфинале           | Полуфинале           | Финале               | Финале       | Детаљи |
| Атлетичар    | Дисциплина | Лични рекорд | Резултат      | Место         | Резултат             | Место                | Резултат             | Место        | Детаљи |
| ------------ | ---------- | ------------ | ------------- | ------------- | -------------------- | -------------------- | -------------------- | ------------ | ------ |
| Jannot Bacar | 400 м      | 48,43 НР     | 50,11         | 6. у гр. 5    | Није се квалификовао | Није се квалификовао | Није се квалификовао | 25 / 25 (27) |        |